# 孙子兵法与三十六计
《孙子兵法与三十六计》是山东三冠影视实业公司投资拍摄的一部古装历史剧，该剧将《孙子兵法》和《三十六计》融为一体，全面展现了战国时期孙膑和庞涓二人斗智斗勇的故事。本剧于2000年在中国大陆地区播出。

## 演员
- 仇永力 饰 孙　膑
- 杨洪武 饰 庞　涓
- 李立群 饰 魏惠王
- 张小磊 饰 钟离春
- 张子建 饰 公孙阅
- 韩福利 饰 田　忌
- 隋娟娟 饰 邹忌夫人
- 肖小华 饰 禽　滑
- 焦体贻 饰 邹　忌
- 顾红蔚 饰 钟离秋
- 姜　涛 饰 齐宣王
- 刘风雪 饰 庞　葱
- 高宝宝 饰 美　玉
- 丁丽华 饰 齐太后
- 李　亮 饰 公子郊师
- 史忠宏 饰 田　国
- 王志刚 饰 韩太子
- 宋桂馥 饰 申大夫
- 张汉英 饰 齐威王
- 柳玉林 饰 楚　王
- 戴天恩 饰 韩　王
- 张建华 饰 魏　伯
- 孙建秋 饰 魏　仲
- 李方平 饰 魏　叔
- 张又飞 饰 史皇大夫
- 董　骥 饰 鬼谷子
- 王　萤 饰 佳　女

## 剧集
| - 一集：上屋抽梯 - 二集：笑里藏刀 - 三集：假痴不癫 - 四集：金蝉脱壳 - 五集：李代桃僵 - 六集：围魏救赵 - 七集：擒贼擒王 - 八集：以逸待劳 - 九集：无中生有 - 十集：借刀杀人 - 十一集：趁火打劫 - 十二集：瞒天过海 | - 十三集：偷梁换柱 - 十四集：假道伐虢 - 十五集：声东击西 - 十六集：空城计 - 十七集：反间计 - 十八集：树上开花 - 十九集：抛砖引玉 - 二十集：混水摸鱼 - 二十一集：暗渡陈仓 - 二十二集：美人计 - 二十三集：反客为主 - 二十四集：指桑骂槐 | - 二十五集：连环计 - 二十六集：远交近攻 - 二十七集：打草惊蛇 - 二十八集：调虎离山 - 二十九集：欲擒故纵 - 三十集：借尸还魂 - 三十一集：釜底抽薪 - 三十二集：顺手牵羊 - 三十三集：关门捉贼 - 三十四集：苦肉计 - 三十五集：隔岸观火 - 三十六集：走为上策 |